# Suites inglesas

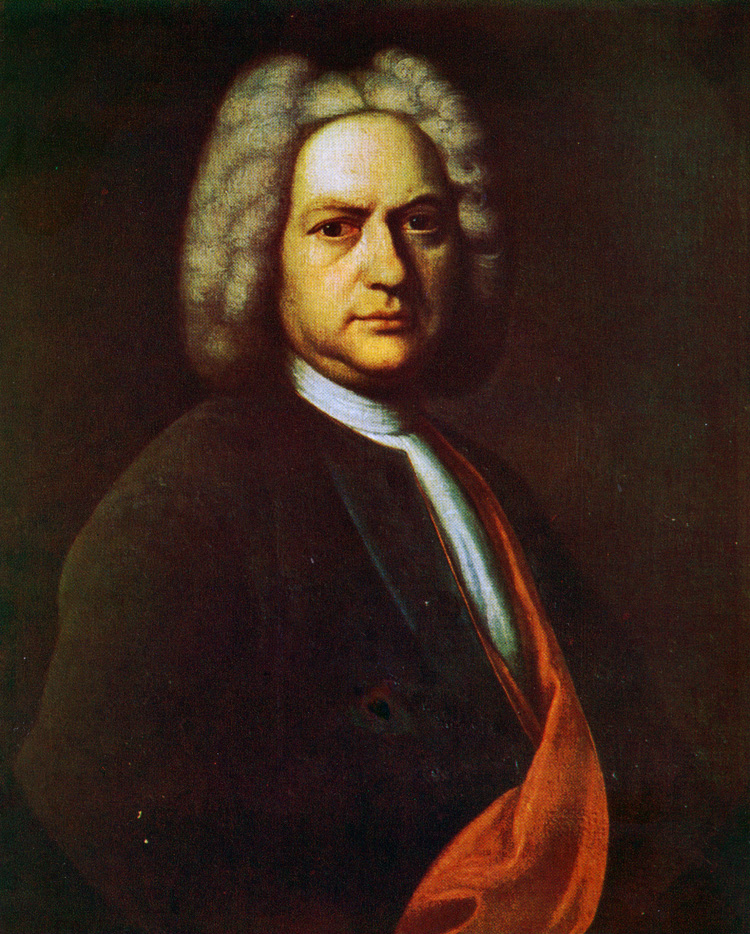
Bach hacia 1720.

Las Suites inglesas, BWV 806-811 son un conjunto de seis suites para clave escritas por el compositor barroco alemán Johann Sebastian Bach entre 1715 y 1720. Se trata de la primera serie de las dieciocho suites que Bach compuso para teclado, siendo las otras doce, las seis Suites francesas BWV 812-817 y las seis Partitas BWV 825-830.

## Historia
La composición de esta colección se desarrolló entre 1715 y 1720. Las seis piezas para teclado que componen las Suites inglesas son seguramente el primer grupo de composiciones de Bach. Al principio, se consideró que la composición databa del periodo 1718 a 1720, pero las investigaciones más recientes sugieren que fueron compuestas más tempranamente, alrededor de 1715, mientras el compositor vivía en Weimar. Las Suites inglesas que Bach compuso muestran menos afinidad con el estilo barroco inglés de composición para teclado que la afinidad que las también conocidas Suites francesas tienen con el estilo barroco francés: el nombre «inglesas» parece que proviene de la opinión del biógrafo de Bach del siglo XIX Johann Nikolaus Forkel de que estas obras podrían haber sido compuestas para un noble inglés. No obstante, no ha aparecido ninguna evidencia que dé sustento a esta hipótesis.
Los rasgos superficiales de las Suites inglesas son muy semejantes a los de las Suites francesas y las Partitas, en particular en la organización secuencial, estructurada por danzas y movimientos, así como en el tratamiento de las ornamentaciones. Se parecen también a las típicas suites francesas barrocas que fueron características de una generación de compositores como Jean-Henri d'Anglebert, y de la tradición de las suites de danzas compuestas por los laudistas franceses que les precedieron. En concreto, la afinidad que demuestra Bach para con la obra para laúd francesa se plasma en la inclusión de un preludio para cada suite, apartándose con ello de la tradición alemana, derivada a su vez de la suite francesa para teclado, que se tradujo en la obra de músicos como Johann Jakob Froberger y Georg Böhm, por ejemplo. En la suite alemana tradicional, se sucede una relativamente estricta progresión de movimientos de danza (Alemanda, Courante, Zarabanda y Giga) sin que se incluya normalmente preludio alguno. Sin embargo, a diferencia de los preludios para laúd francés o para teclado, los preludios que Bach compone para las Suites inglesas están compuestos con una métrica estricta. 
Las composiciones, en especial los preludios, son de gran complejidad técnica, exigiendo a veces un gran virtuosismo por parte del intérprete. Bach emplea un elaborado estilo contrapuntístico a varias voces que se desarrolla plenamente en los preludios, en los cuales, al no estar sujetos a un esquema rítmico predeterminado por no ser propiamente movimientos de danza, Bach despliega una serie de temas y contra-temas de manera mucho más libre y elaborada. Cada suite respeta la unidad tonal, pero no temática, del preludio.

## Estructura y análisis

### Suite n.º 1 enla mayor, BWV 806
La pieza consta de los siguientes movimientos:
- I. Preludio
- II. Alemanda
- III. Courante I
- IV. Courante II
- V. Sarabanda
- VI. Bourrée I
- VII. Bourrée II
- VIII. Giga

### Suite n.º 2 enla menor, BWV 807
La pieza consta de los siguientes movimientos:
- I. Preludio
- II. Alemanda
- III. Courante
- IV. Sarabanda
- V. Bourrée I
- VI. Bourrée II
- VII. Giga

### Suite n.º 3 en sol menor, BWV 808
La pieza consta de los siguientes movimientos:
- I. Preludio
- II. Alemanda
- III. Courante
- IV. Sarabanda
- V. Gavota I
- VI. Gavota II
- VII. Giga

### Suite n.º 4 enfa mayor, BWV 809
La pieza consta de los siguientes movimientos:
- I. Preludio
- II. Alemanda
- III. Courante
- IV. Sarabanda
- V. Minueto I
- VI. Minueto II
- VII. Giga

### Suite n.º 5 enmi menor, BWV 810
La pieza consta de los siguientes movimientos:
- I. Preludio
- II. Alemanda
- III. Courante
- IV. Sarabanda
- V. Passepied I
- VI. Passepied II
- VII. Giga

### Suite n.º 6 enre menor, BWV 811
La pieza consta de los siguientes movimientos:
- I. Preludio
- II. Alemanda
- III. Courante
- IV. Sarabanda
- V. Gavota I
- VI. Gavota II
- VII. Giga

La secuencia que siguen las tonalidades es la misma que la de la coral Jesu, meine Freude; lo que no parece que pueda ser accidental.